# René Lalou (avocat)
Pour les articles homonymes, voir René Lalou et Lalou.
René Lalou, né dans le 9e arrondissement de Paris (Seine), le 15 septembre 1877, mort à Neuilly-sur-Seine le 12 août 1973, est un avocat et homme d'affaires français.

## Biographie

### Jeunesse et origines
René Lalou est le second fils de Charles Lalou (1841-1918) et Henriette Capel. Charles Lalou est un grand notable de Lille, industriel et grand propriétaire, député boulangiste du département du Nord et influent directeur du quotidien La France à partir de 1881.

### L'homme d'affaires
Après son doctorat de droit, René lalou devient avocat à la cour d'appel de Paris de 1901 à 1904. 
En 1904, il se marie avec Marthe Dubonnet (1883-1960), fille de l'industriel Joseph Dubonnet, qui place progressivement son gendre à la tête de la société Dubonnet pour devenir le co-directeur général aux côtés d'Émile Dubonnet à partir de 1917.

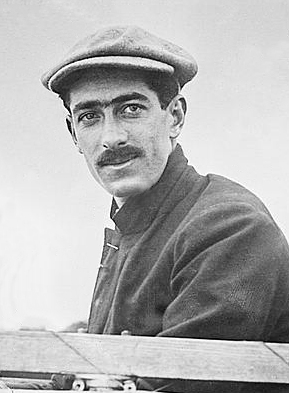
Émile Dubonnet, aviateur vers 1910.

Il devint également le président directeur général de la maison de champagne G.H.Mumm & Cie, en 1935, et du Champagne Perrier-Jouët, en 1959. 
Son rôle au sein du Comité de Collaboration Economique Européenne, qui se donnait pour objectif de faciliter les contacts entre acteur français et allemands, est évoqué dans plusieurs ouvrages et articles sur la collaboration avec le régime nazi (le Journal du Dimanche, 18/08/2019, n°3088). 
Il favorisa les arts et les lettres et fit don à la ville de Reims, le 19 juin 1967, de la chapelle Notre-Dame de la Paix. Cette construction fut érigée par ses soins avec le concours bénévole de Foujita, dont il fut le parrain. Cet ensemble architectural et artistique a atteint une notoriété internationale et a ajouté encore au patrimoine culturel de la cité. Il épousa, en 1904, Marthe Dubonnet (1882-1960) et fut ainsi directeur général, puis président, de la maison Dubonnet, de 1940 à 1957. René Lalou fut président de l'association les Amis de Léonard Foujita, commandeur de l'ordre de Saint-Grégoire-le-Grand, commandeur du Mérite agricole, promu commandeur de la Légion d'honneur. Il repose au cimetière ancien de Neuilly-sur-Seine.

### Professions
- Avocat à la Cour d'Appel de Paris (1901-1904)
- Président, directeur général de la banque des produits alimentaires et coloniaux (1913)
- Président, directeur général de la société Dubonnet (1917)[5]
- Président, directeur général de la société G.H.Mumm & Cie (1935)
- Président, directeur général de la société des vignobles de Zayana (1950)[6]
- Administrateur de la Société des Eaux d'Evian (1956)
- Président, directeur général de la société Perrier-Jouët (1959)

### Le millésime 2002 Mumm Cuvée René Lalou
Pour rendre hommage à René Lalou, une cuvée spéciale portant son nom est éditée de 1966 à 1985. 
En 2007, la maison de champagne Mumm décide de faire renaître cette cuvée mythique. Pour cela, le chef de caves, Didier Mariotti élabore un champagne de terroir issu des meilleures parcelles du vignoble Mumm et le baptise René Lalou (Millésime 2002 Cuvée René Lalou).
Parmi les douze lieux-dits possibles réservés à la Cuvée René Lalou, Didier Mariotti a décidé d’en utiliser six, choisis pour mettre en valeur et équilibrer les pinots noirs qui dominent le style de la Maison. La Cuvée R. Lalou est issue des douze meilleures parcelles, les plus anciennes, celles qui possèdent le plus de caractère au sein du vignoble de la Maison Mumm : une sélection des « lieux-dits » mythiques, tous situés au cœur de la région des meilleurs Grands Crus. Ces parcelles sont celles des Hannepés, des Crupots, des Rochelles et des Houles, situées dans les terroirs d’Ambonnay, Verzy et Verzenay. Elles représentent 53 % de la cuvée. Les chardonnays (47 %) sont issus des parcelles des Bionnes, Les Briquettes et La Croix de Cramant, situées dans les terroirs d’Avize et de Cramant. La cuvée qui a subi un vieillissement sur lie de dix ans, est dotée d’une faible teneur en sucre (6 g/l).

## Distinctions
- Officier d'académie (1911)
- commandeur de l'ordre de Saint-Grégoire-le-Grand
- Chevalier de l'ordre du Mérite agricole, (1911)
- Officier de l'ordre de Léopold II
- Officier de l'Ordre de la couronne de Belgique
- Commandeur de l'Ordre du Ouissam Alaouite
- Commandeur de l'Ordre du Nichan Iftikhar
- Chevalier de la Légion d'honneur, le 10 juillet 1918
- Officier de la Légion d'honneur, du 22 mai 1926
- Commandeur de la Légion d'honneur, le 22 mars 1956[8]
- Président de l'association les Amis de Léonard Foujita